# Italiens U/19-fodboldlandshold
Italiens U/19-fodboldlandshold er Italiens landshold for fodboldspillere, som er under 19 år og administreres af Federazione Italiana Giuoco Calcio (FIGC).